# Reverdy Johnson

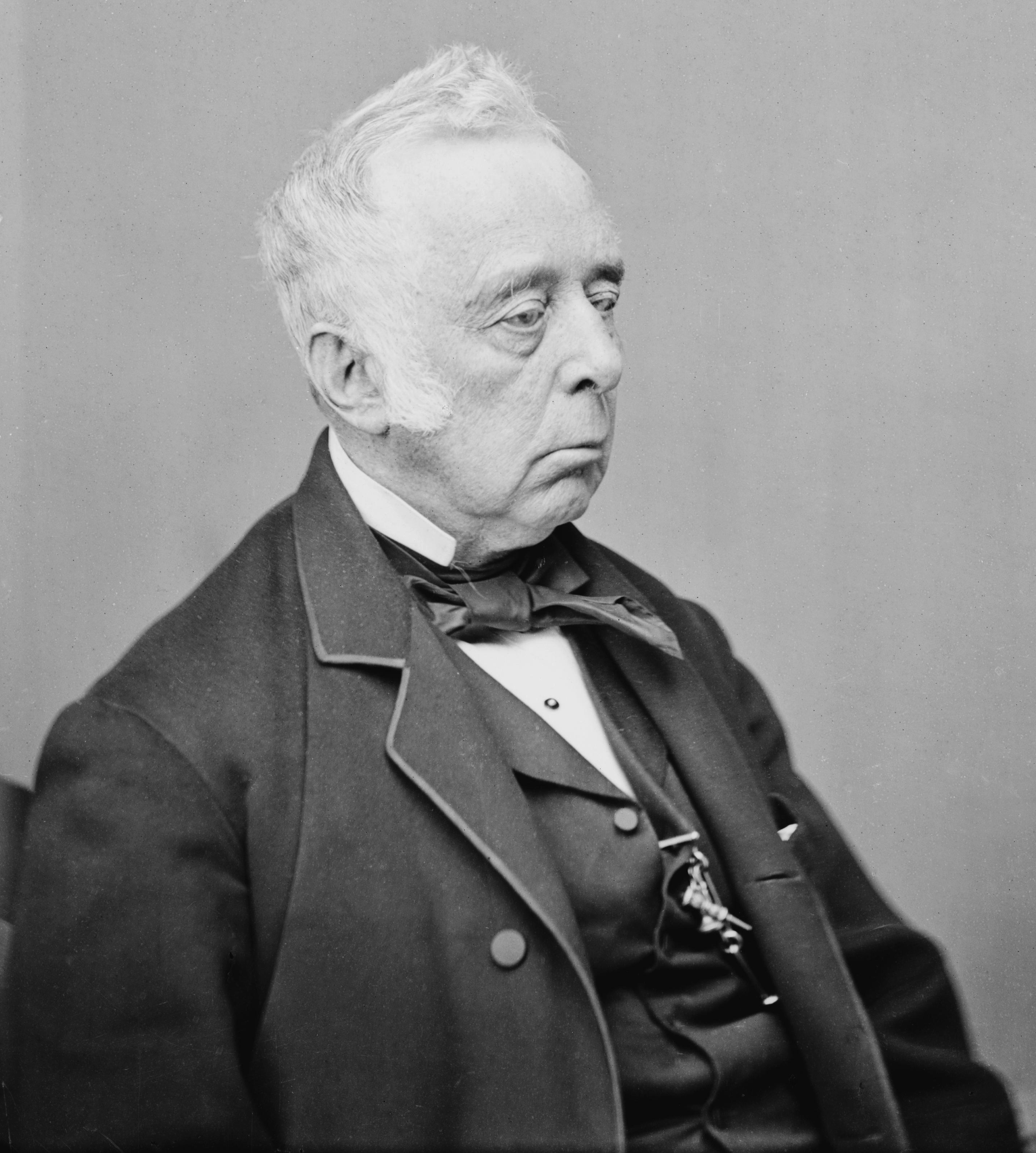
Reverdy Johnson

Reverdy Johnson, född 21 maj 1796 i Annapolis, Maryland, död där 10 februari 1876, var en amerikansk politiker och jurist.
Han utexaminerades från St. John's College i Annapolis 1812, fortsatte sedan med juridikstudier. Han inledde sin karriär som advokat 1815, flyttade sedan till Baltimore där han var juristkollega till Luther Martin, William Pinkney och Roger B. Taney.
1845-1849 var han ledamot av USA:s senat för whigpartiet. Som USA:s justitieminister tjänstgjorde han 1849-1850 under president Zachary Taylor. När presidenten avled och ersattes av vicepresidenten Millard Fillmore, avgick justitieministern Johnson.
Senare blev Johnson en konservativ demokrat och anhängare av Stephen A. Douglas inför 1856 års presidentval. 1857 var Johnson slavägarens advokat i det ökända rättsfallet Dred Scott mot Sandford. Personligen var han en motståndare till slaveriet och en av de ledande företrädarna för dem som ville hålla Maryland kvar i USA under amerikanska inbördeskriget. 1863-1868 var han åter igen ledamot av USA:s senat från Maryland. 1868 blev han utnämnd till USA:s minister i Storbritannien. Där var han USA:s huvudförhandlare för Johnson-Clarendon-fördraget, som USA:s senat dock vägrade att ratificera. 1869 återvände han till USA, då Ulysses S. Grant blev president.